# Licea
Licea Schrad. (bezkosmek) – rodzaj śluzowców z rodziny Liceaceae.

## Systematyka i nazewnictwo
Pozycja w klasyfikacji według Index Fungorum: Liceidae, Liceida, Myxogastria, Myxogastrea, Mycetozoa, Amoebozoa, Protozoa.
Synonimy nazwy naukowej: Cylichnium Wallr., Hymenobolina Zukal, Hymenobolus Zukal, Kleistobolus C. Lippert, Licea subgen. Pleiomorpha Nann.-Bremek., Orcadella Wingate, Pleiomorpha (Nann.-Bremek.) Dhillon, Protoderma Rostaf., Protodermium Rostaf. ex Berl.,
Protodermodium Kuntze.
Nazwa polska według checklist

## Gatunki występujące w Polsce
- Licea biforis Morgan 1893 – bezkosmek wydłużony
- Licea castanea G. Lister 1911 – bezkosmek brązowawy
- Licea kleistobolus G.W. Martin 1942 – bezkosmek spłaszczony
- Licea minima Fr. 1829 – bezkosmek maleńki
- Licea parasitica (Zukal) G.W. Martin 1942 – bezkosmek pasożytniczy
- Licea pusilla Schrad. 1797 – bezkosmek drobny
- Licea variabilis Schrad. 1797 – bezkosmek zmienny

Nazwy naukowe na podstawie Index Fungorum. Nazwy polskie według checklist.